# Tarpieda-BiełAZ Żodzino
Tarpieda-BiełAZ Żodzino (biał. «Тарпеда-БелАЗ» Жодзіна) – białoruski klub piłkarski z siedzibą w Żodzinie, grający w ekstraklasie białoruskiej.

## Historia
Chronologia nazw:
- 1961–1966: Rakieta Żodzino (biał. «Ракета» Жодзіна)
- 1967–1968: Autazawodziec Żodzino (biał. «Аўтазаводзец» Жодзіна)
- 1969–1988: Tarpieda Żodzino (biał. «Тарпеда» Жодзіна)
- 1989–1993: BiełAZ Żodzino (biał. «БелАЗ» Жодзіна)
- 1993–2010: Tarpieda Żodzino (biał. «Тарпеда» Жодзіна)
- 2011–...: Tarpieda-BiełAZ Żodzino (biał. «Тарпеда-БелАЗ» Жодзіна)

Drużyna piłkarska została założona w 1962 jako Rakieta Żodzino. Klub nazywał się też Autazawodziec Żodzino, Tarpeda Żodzino, BiełAZ Żodzino. W 1993 przywrócono starą nazwę Tarpieda Żodzino. W 2011 zmienił nazwę na Tarpieda-BiełAZ Żodzino.

## Osiągnięcia
- Zdobywca Pucharu Białorusi (1): 2023
- Finalista Pucharu Białorusi (1): 2010
- Zdobywca Superpucharu Białorusi (1): 2024
- Mistrz Białoruskiej SRR (4): 1970, 1971, 1980, 1981

## Europejskie puchary
Legenda do wszystkich tabel:
- Q – runda eliminacyjna, 1/16, 1/8, 1/4, 1/2 – odpowiednia faza rozgrywek, Grupa – runda grupowa, 1r gr – pierwsza runda grupowa, 2r gr – druga runda grupowa, F – finał, R – runda, PO – play-off
- k. – rzuty karne, los. – losowanie, Dogr. – dogrywka, w. – zasada bramek strzelonych na wyjeździe

| Sezon   | Rozgrywki               | Runda | Klub               | Dom | Wyjazd | Ogólnie |
| ------- | ----------------------- | ----- | ------------------ | --- | ------ | ------- |
| 2010/11 | Liga Europy             | 1Q    | Fylkir             | 3–0 | 3–1    | 6–1     |
| 2010/11 | Liga Europy             | 2Q    | OFK Beograd        | 0–1 | 2–2    | 2–3     |
| 2015/16 | Liga Europy             | 1Q    | Kukësi             | 0–0 | 0–2    | 0–2     |
| 2016/17 | Liga Europy             | 2Q    | Debrecen           | 1–0 | 2–1    | 3–1     |
| 2016/17 | Liga Europy             | 3Q    | Rapid Wiedeń       | 0–0 | 0–3    | 0–3     |
| 2021/22 | Liga Konferencji Europy | 2Q    | FC Kopenhaga       | 0–5 | 1–4    | 1–9     |
| 2023/24 | Liga Konferencji Europy | 2Q    | AEK Larnaka        | 2–3 | 1–1    | 3–4     |
| 2024/25 | Liga Konferencji        | 1Q    | Milsami Orgiejów   | 2–4 | 0–0    | 2–4     |
| 2025/26 | Liga Konferencji        | 1Q    | Rabotniczki Skopje | 3–0 | 1–0    | 4–0     |
| 2025/26 | Liga Konferencji        | 2Q    | Maccabi Hajfa      | 1–1 | 0–3    | 1–4     |